# Zaven Der Yeghiayan
Zaven Der Yeghiayan (ur. 8 września 1868, zm. 4 czerwca 1947 w Bagdadzie) – w latach 1913–1922 79. ormiański Patriarcha Konstantynopola.